# تاتيانا سيلفا
تاتيانا سيلفا هي متسابقة ملكة الجمال ومقدمة تلفزيونية وعارضة بلجيكية، ولدت في 5 فبراير 1985 في سينت-يانس-مولينبيك في بلجيكا.